# Theodor Rosetti

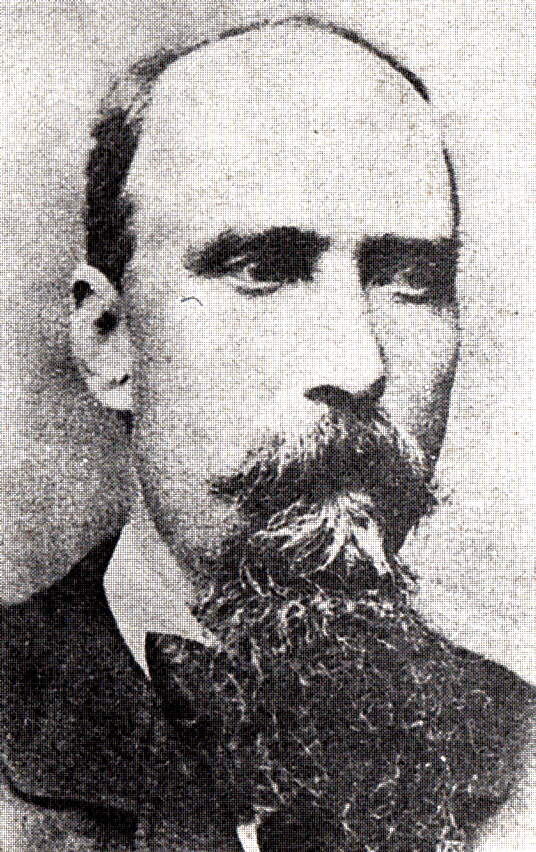
Rosetti

Theodor Rosetti (Roemeens: Teodor Rosetti, 4 mei 1837 – Iași, 17 juli 1932) was een Roemeens schrijver, journalist en politicus.

## Levensloop
Rosetti studeerde in Wenen en Parijs. Tussen 13 april 1888 en 11 april 1889 was hij premier van Koninkrijk Roemenië. Rosetti was de eerste premier van Roemenië van de Conservatie Partij. Hij werd opgevolgd door Lascăr Catargiu van dezelfde partij.
- Gemeinsame Normdatei: 122877580X
- Virtual International Authority File: 25571591